# Hewu
Hewu (kinesiska: 河坞, 河坞乡) är en socken i Kina. Den ligger i provinsen Henan, i den centrala delen av landet, omkring 250 kilometer sydost om provinshuvudstaden Zhengzhou. Antalet invånare är 27 177. Befolkningen består av 13 756 kvinnor och 13 421 män. Barn under 15 år utgör 22,0 %, vuxna 15-64 år 66 %, och äldre över 65 år 10,0 %.
Genomsnittlig årsnederbörd är 1 147 millimeter. Den regnigaste månaden är augusti, med i genomsnitt 232 mm nederbörd, och den torraste är januari, med 18 mm nederbörd.